# Словацький націоналізм
Словацький націоналізм — етнічна націоналістична ідеологія, яка стверджує, що словаки є нацією та сприяє культурній єдності словаків.

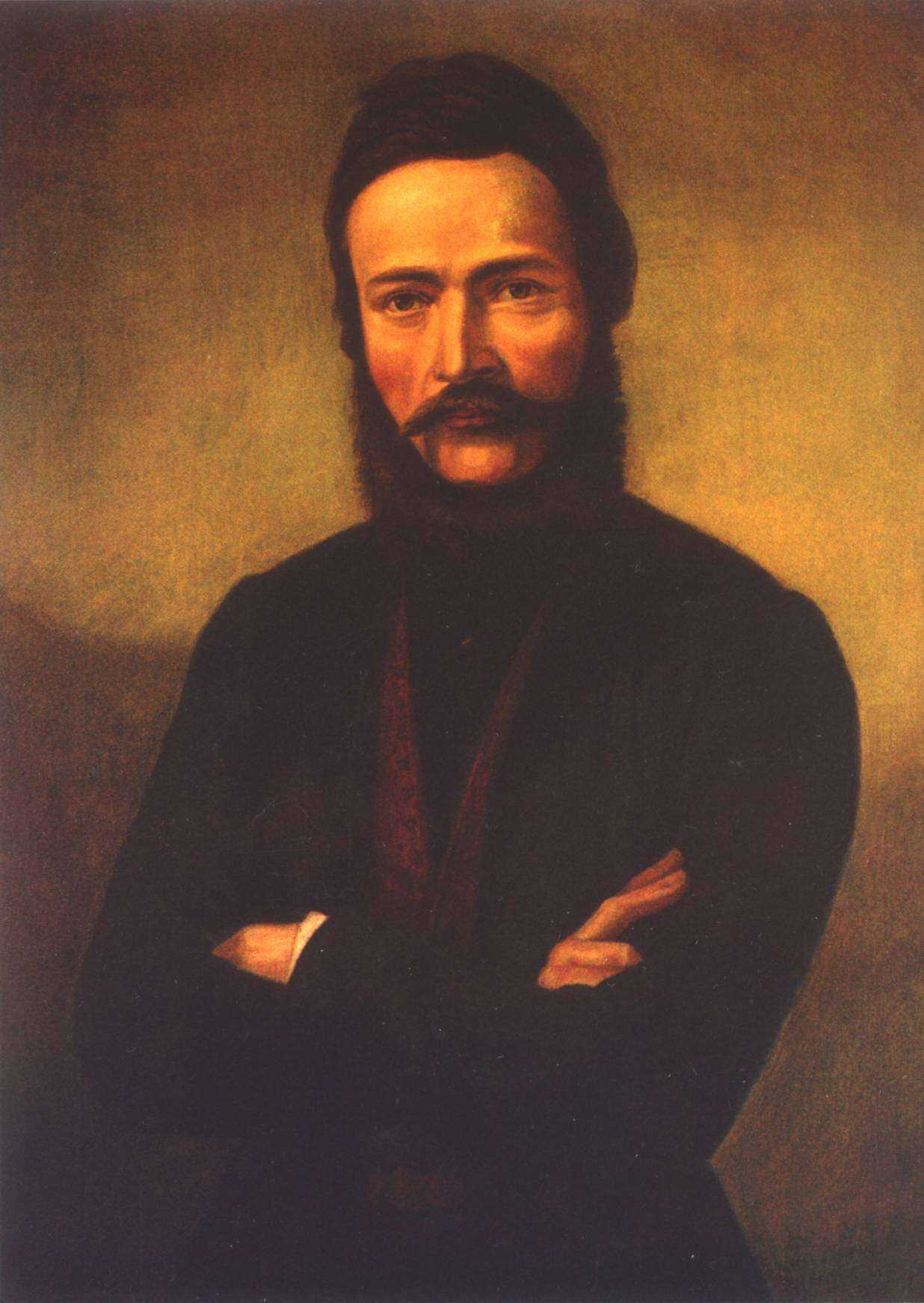
Лідер словацького національного відродження XIX століття Людовит Штур

Сучасний словацький націоналізм вперше виник у XIX столітті як відповідь на мадяризацію словацьких територій в Угорському королівстві. В її основі були закладені дві основні ідеї: історичне право на державу, яке ґрунтувалося на спадкоємності з ранньосередньовічною Великою Моравією та ідентичність, пов'язану зі слов'янами.

## Словацькі націоналістичні партії

### Правоцентричні партії
- Словацька національна партія[1]
- Ми — родина[2]

### Ультраправі партії
- Котлеба — Народна партія Наша Словаччина[3]

### Лівоцентричні партії
- Курс — соціальна демократія[4]